# Jung-gu

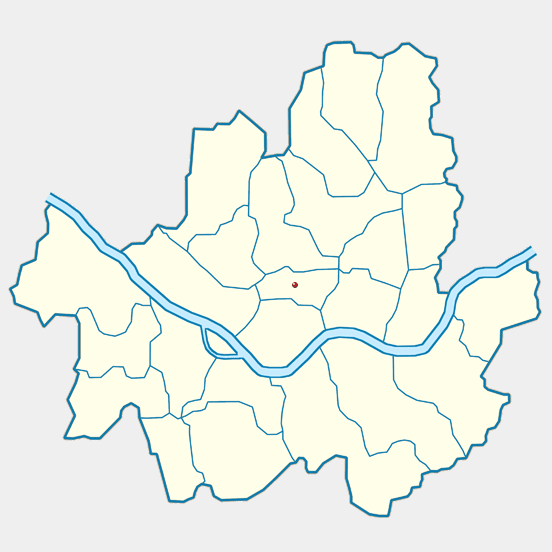
Ubicación.

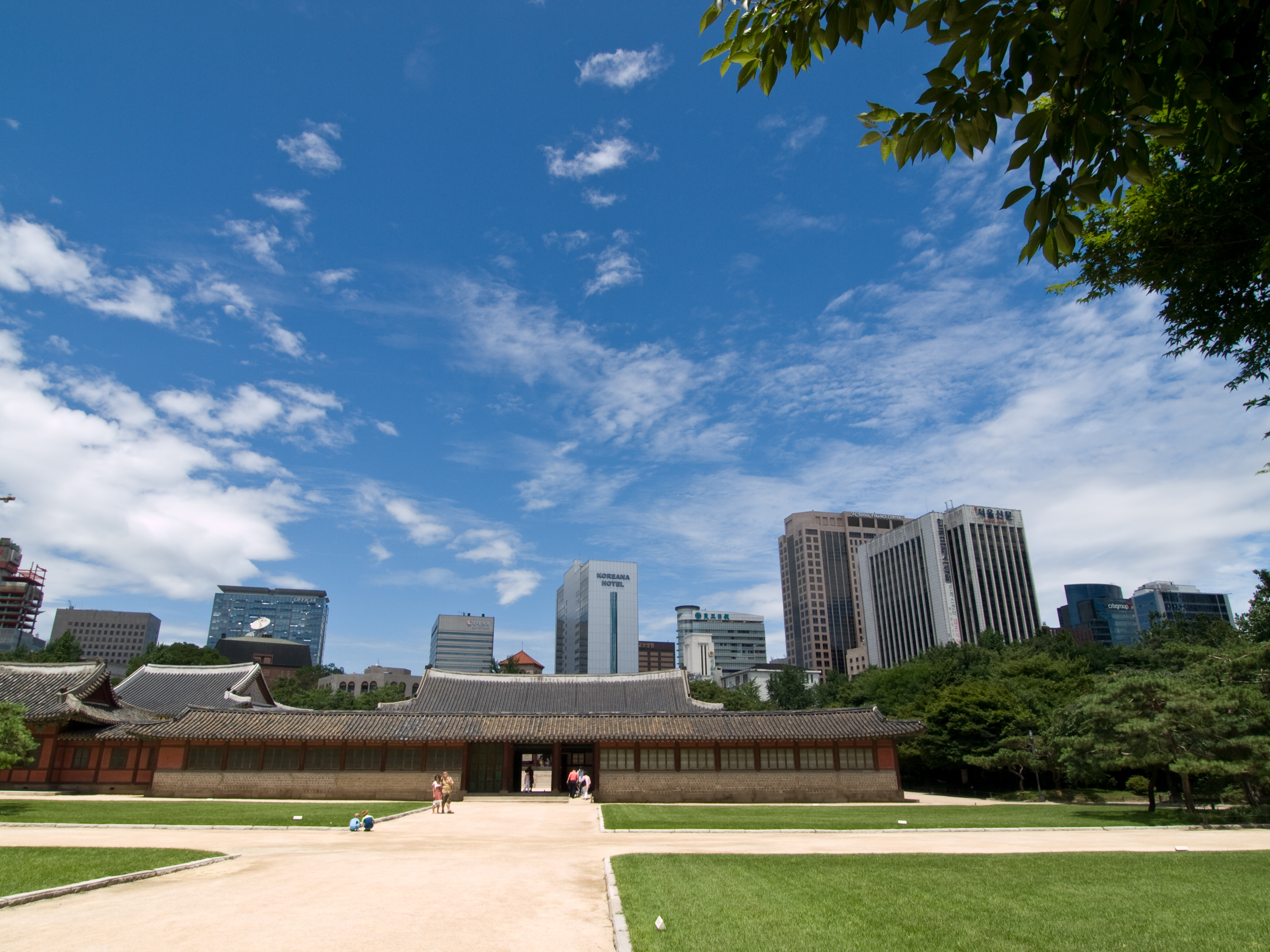
Deoksugung situado en Jung-gu.

El Jung-gu (Hangul: 중구, Hanja; 中區) es uno de los 25 gu (distritos) que componen la ciudad de Seúl, Corea del Sur. Se encuentra en el lado norte del Río Han, y es el centro histórico de la ciudad (de ahí el nombre, literalmente "distrito central"). Tiene un área de 9,96 km², y en 2007 tenía una población de 137.435 habitantes, y una densidad de 13.800 habitantes/km².

## Símbolos
- Color: verde
- Árbol: pino
- Flor: rosa
- Ave: urraca coreana

## Lugares de interés
- Museo del Banco de Corea
- Teatro nacional de Corea
- Museo de Arte de Seúl